# Anton Gafarov
Anton Ildusovich Gafarov (en russe : Антон Ильдусович Гафаров), né le 4 février 1987, est un fondeur russe, spécialisé dans le sprint.

## Carrière
Il est spécialiste des épreuves de sprint et a participé à sa première lors du sprint de Rybinsk en décembre 2007. Deux ans plus tard, il prend la troisième place du sprint libre de Coupe du monde à Rybinsk, montant pour la première fois sur le podium à ce niveau. En 2009, il court ses premiers championnats du monde à Liberec, où il échoue en qualifications du sprint (42e).
En Coupe d'Europe de l'Est, il monte sur ses premiers podiums lors de la saison 2007-2008 et remporte notamment le classement général en 2011.
Son meilleur résultat dans l'élite date de novembre 2013, avec une deuxième place lors d'un sprint comptant pour le Nordic Opening. En 2014, il participe au sprint libre des Jeux olympiques de Sotchi, atteignant la demi-finale, se classe douzième finalement.
Gafarov continue à marquer des points en Coupe du monde jusque lors de la saison 2007-2008 et prend notamment la 17e place en sprint aux Championnats du monde 2017 à Lahti.

## Palmarès

### Jeux olympiques d'hiver
| Épreuve / Édition | Sprint | Sprint                           | 15 km                            | 15 km     | Skiathlon 2 × 15 km | 50 km | Relais | Relais    |
| Épreuve / Édition | libre  | classique                        | libre                            | classique | Skiathlon 2 × 15 km | 50 km | Sprint | 4 × 10 km |
| JO 2014 Sotchi    | 12e    | Épreuve inexistante à cette date | Épreuve inexistante à cette date | —         | —                   | —     | —      | —         |

### Championnats du monde
| Épreuve / Édition     | Sprint | Sprint                           | 15 km                            | 15 km     | Poursuite / Skiathlon 2 × 15 km | 50 km | Relais | Relais    |
| Épreuve / Édition     | libre  | classique                        | libre                            | classique | Poursuite / Skiathlon 2 × 15 km | 50 km | Sprint | 4 × 10 km |
| Mondiaux 2009 Liberec | 42e    | Épreuve inexistante à cette date | Épreuve inexistante à cette date | -         | -                               | -     | -      | -         |
| Mondiaux 2017 Lahti   | 17e    | Épreuve inexistante à cette date | Épreuve inexistante à cette date | -         | -                               | -     | -      | -         |

### Coupe du monde
- Meilleur classement général : 41e en 2014.
- 1 podium individuel : 1 troisième place.
- 1 podium d'étape lors du Nordic Opening.

#### Classements en Coupe du monde
| Année     | Classement général final | Classement sprint |
| 2007-2008 | 126e                     | 86e               |
| 2008-2009 | 73e                      | 36e               |
| 2010-2011 | 127e                     | 76e               |
| 2011-2012 | 63e                      | 23e               |
| 2012-2013 | 56e                      | 21e               |
| 2013-2014 | 41e                      | 12e               |
| 2014-2015 | 73e                      | 32e               |
| 2015-2016 | 84e                      | 44e               |
| 2016-2017 | 75e                      | 31e               |
| 2017-2018 | 106e                     | 53e               |

### Universiades
- Štrbské Pleso 2015
  -  Médaille d'or du sprint par équipes mixtes.
  -  Médaille d'argent du sprint.

### Coupe d'Europe de l'Est
- 1er du classement général en 2011.
- 13 podiums, dont 6 victoires.

### Coupe OPA
- 1 podium : 1 victoire.